# Mboulaï
Mboulaï est un village de la commune de Meiganga situé dans la région de l'Adamaoua et le département du Mbéré au Cameroun.

## Population
En 1967, Mboulaï comptait 684 habitants, principalement Peuls, Gbaya et Mboum.
Lors du recensement de 2005, 315 personnes y ont été dénombrées.

## Infrastructures
Mboulaï dispose d'un centre de santé et d'une école primaire publique. Grâce au barrage de Lagdo, le village a accès à l'électricité.

## Économie
En 1967, le marché hebdomadaire se tenait le dimanche. En 2013 il a lieu le vendredi.